# Hanan El Tawil
Hanan El Tawil (ou Hanan El Taweel, Hanan El Taweil, en arabe : حنان الطويل, née en 1966 à Sinnuris, Fayoum, et morte en 2004 au Caire) est une actrice et chanteuse égyptienne. Elle est la première actrice ouvertement transgenre en Égypte,. 
Le quotidien saoudien Al Riyad annonce la transition de Hanan El Tawil à son retour d'un voyage dans un pays arabe. Elle déclare dans un entretien que sa famille accepte sa démarche ; ses proches étaient sensibles à sa souffrance avant sa transition.

## Carrière
Elle commence sa carrière artistique comme chanteuse.
En 1999 elle passe au cinéma où elle obtient son premier rôle (celui de la cliente d'un coiffeur), dans une seule scène du film Abboud Alal Hodoud (Abboud sur les frontières), réalisé par Sharif Arafa. 
Le même réalisateur lui confie en 2000 un rôle qui la rend célèbre, celui d'une professeure d'anglais, Mays Insherah, dans son film Al Nazer (Le Directeur). Elle joue également dans le film 55 Esaaf (Ambulance 55) en 2001.
Elle passe du cinéma au théâtre et joue dans la pièce Hakim Uyoon (L'Ophtalmologue) (2001) le rôle d'une épouse victime de la dureté de son mari ; elle partage l'affiche avec un certain nombre de stars égyptiennes de la comédie, dont Alaa Waley El Di, Ahmed Helmy , Merriam Abdel Aziz, et Monalisa. 
En 2003 elle revient au cinéma où elle s'illustre dans le rôle de Korea la danseuse dans le film Askar Fel Moaskar (Le Campement militaire) où elle partage l'affiche avec Mohamed Henedi (en).

## Mort
Les circonstances de sa mort en 2004 demeurent non élucidées. On ne sait si elle s'est suicidée ou si elle est morte d'une crise cardiaque ou d'un choc électrique. Selon certains, la dépression, causée par un harcèlement dont elle aurait été victime, l'aurait poussée au suicide ; selon d'autres, elle était soignée dans une clinique psychiatrique et serait décédée lors d'une séance de thérapie par choc électrique. Selon certaines sources, elle a été trouvée morte dans son appartement, tandis que selon d'autres, elle est décédée dans l'hôpital où elle avait été internée à la suite d'une plainte de ses voisins.

## Hommage
EN 2017 le groupe égyptien de défense des droits LGBTQ No Hate Egypt (Non à la haine, Egypte) lui rend hommage dans un film documentaire consacré à la vie de l'actrice ; la vidéo devient virale.

## Rôles notables
- Al-Nazer (Le Directeur, 2000) - La professeure d'anglais Miss Inshirah[10]
- 55 Esaaf (2001) - la voisine Aziza
- Askar fi el-mu'askar (2003) - El Sitt Korée[11]